# Ледогоров, Вадим Игоревич
Вади́м И́горевич Ледого́ров (род. 5 мая 1957) — советский, российский и новозеландский актёр. Сын народного артиста РСФСР Игоря Ледогорова.

## Биография
Наиболее известен публике запоминающимися ролями в фантастических кинофильмах — «Отроки во Вселенной», где он сыграл роль сына командира инопланетной обсерватории Агапита, и «Через тернии к звёздам», где он — молодой студент-землянин Степан Лебедев, влюблённый в инопланетную девушку, а также в многосерийном детективе «Колье Шарлотты», где Вадим выступал уже в роли молодого сотрудника КГБ Антона Павлова, ведущего поиск похищенного бриллиантового колье большой культурной ценности — эта роль была выполнена дуэтом с Кириллом Лавровым, сыгравшим роль его более опытного коллеги. B фильме принимали участие также Евгений Киндинов, Георгий Мартиросян, Юрий Кузнецов. Снимался и в других фильмах.
Параллельно работал в московских театрах — имени Ермоловой, имени Пушкина, театре Советской Армии. Среди его работ — главные роли в спектаклях «Счастье моё», «Эвридика», «Палата № 6», «Идиот», «Робин Гуд», «Бесы», «Любовь под вязами» и другие.
В апреле 1995 года уехал на постоянное жительство в Новую Зеландию. С 1996 года Вадим Ледогоров преподаёт актёрское мастерство, ставит спектакли, снимается в кино и играет в театре. Преподавал в Unitec School of performing and screen arts, Selwyn Performing Arts, Toi Whakaari NZ Drama, Te Wananga o Aotearoa.
Поставил спектакли: «Три сестры», «Дядя Ваня», «Вишнёвый сад», «Наш городок», «Антигона», «Декамерон», «На дне», «Фрёкен Жюли», «Двенадцатая ночь», «Ревизор», «Андора», «Алиса в стране чудес», «Две стрелы», «Буря», «Чеховский калейдоскоп» и другие спектакли.
В 2009 году с успехом сыграл на фестивале в Окленде и Крайстчёрче в спектакле «Крейцерова соната» Л. Толстого.
Снимается в кино, рекламе и документальных проектах: «Shotland Street», «Waiting Place», «Outrageous Fortune», «Blood and bone», «The Russians are coming»  и других.
Вадим много делает для русскоговорящего общества Новой Зеландии. С 1998 года Литературно-драматическая студия Ледогоровых представляет несколько премьер в год. Среди его работ: «Кроткая» Ф. Достоевского, «Дядя Ваня», «Мед.ведь», «Предложение» А. Чехова, «Провинциальные анекдоты», «Были-небыли» А. Вампилова, «Свидание со смертью» А. Кристи, «Человек и джентльмен» Э. Де Филиппо, «Двери хлопают» К. Манье, «Неосторожность» И. Тургенева, «Приключения Буратино» А.Н. Толстого, «Чудаки», «Дачники» М. Горького, «Светлые души» В. Шукшинa, «Аленький цветочек» С. Аксакова, «Пыль в глаза» Э. Лабиша, «Дракон», «Тень» Е. Шварца, «Веретеничка» Т. Десятниченко, «Пять вечеров» А. Володинa, «Маленький Принц» Сент-Экзюпери, «Ах, Матушка-Бузина» Дарья Гребенщикова. В 2023 прошел Музыкально - поэтический вечер "Марина Цветаева".  С 1997 по 2010 год читал русскую классику на Оклендском радио «Ярославна». 
Участвует в создании независимого русского культурного вестника «Родник».

## Фильмография
1. 1974 — Отроки во Вселенной — Агапит, сын командира инопланетной обсерватории
2. 1979 — Следствие ведут ЗнаТоКи. Дело № 14: Подпасок с огурцом — Саша, студент художественного училища
3. 1980 — Через тернии к звёздам — Степан Лебедев
4. 1981 — Раскиданное гнездо — Паныч
5. 1983 — Люди и дельфины — Черников в молодости
6. 1983 — Ускорение
7. 1984 — Эхо — Раскатов-младший
8. 1984 — Колье Шарлотты — Антон Павлов, следователь КГБ, помощник Серёгина
9. 1984 — Маленькое одолжение — Влас
10. 1984 — Меньший среди братьев — Дима
11. 1985 — Битва за Москву — защитник Брестской крепости
12. 1985 — Далёкий голос кукушки — Андрей
13. 1986 — Осенняя кампания 1799 года — Михаил Милорадович
14. 1990 — Холм — Василий Кручёнов
15. 1991 — Блэз — Блэз
16. 1991 — Нежный образ твой (фильм-спектакль) — эпизод, граф в молодости (нет в титрах)
17. 1991 — Шальная баба — Виктор
18. 1991 — Чернобыль: Последнее предупреждение (США, СССР) — Леонид Шевченко
19. 1992 — Шортланд-стрит
20. 1994 — Дом на камне
21. 1995 — Удивительные странствия Геракла
22. 1996 — В империи орлов
23. 2000 — Защитник (англ. Street Legal) — новозеландский сериал.
24. 2021 — Власть пса — старик

### Озвучивание
- 1985 — Враг мой — Уиллис Дэвидж (роль Денниса Куэйда)